# نقد ملكة الحكم
نقد ملكة الحكم (بالألمانية: Kritik der Urteilskraft)، هو كتاب صدر عام 1790 للفيلسوف الألماني إيمانويل كانط. يُشار أحيانًا اليه بأنه «النقد الثالث»، حيث يتبع نقد العقل الخالص (1781)، ونقد العقل العملي (1788).

## السياق
نقد الحكم لإيمانويل كانت هو النقد الثالث في مشروع كانت النقدي الذي بدأ في نقد العقل الخالص ونقد العقل العملي (النقد الأول والثاني، على التوالي). الكتاب مقسم إلى قسمين رئيسيين: نقد الحكم الجمالي ونقد الحكم الغائي، ويتضمن أيضًا نظرة عامة كبيرة على كامل نظام كانت النقدي، مرتبة في شكلها النهائي. لم يتم نشر ما يسمى بالمقدمة الأولى خلال حياة كانت، لأن كانت كتب بديلًا للنشر.
كان المشروع النقدي، وهو استكشاف حدود المعرفة وشروطها، قد أنتج بالفعل نقد العقل الخالص، والذي جادل فيه كانت عن الجمالية التجاوزية، وهي مقاربة لمشاكل الإدراك حيث لا يكون المكان والزمان كائنات. . يجادل النقد الأول بأن المكان والزمان يوفران طرقًا ينظم بها عقل موضوع الملاحظة العالم الحسي ويهيكله. النتيجة النهائية لهذا البحث في النقد الأول هي أن هناك بعض التناقضات الأساسية في العقل البشري، وعلى وجه الخصوص أن هناك عجزًا تامًا عن تفضيل الحجة القائلة بأن كل السلوك والفكر يتم تحديدهما من خلال أسباب خارجية، وعلى والآخر أن هناك مبدأ سببي «تلقائي» فعلي يعمل في السلوك البشري.
الموقف الأول، من الحتمية السببية، تم تبنيه، في رأي كانت، من قبل العلماء التجريبيين من جميع الأنواع؛ علاوة على ذلك، أدى ذلك إلى فكرة (ربما لم تتحقق بالكامل أبدًا) لعلم نهائي يمكن فيه تجميع كل المعرفة التجريبية في تفسير سببي كامل وكامل لجميع الأحداث الممكنة للعالم.
الموقف الثاني، من السببية العفوية، يتبناه ضمنيًا من قبل جميع الناس عندما ينخرطون في السلوك الأخلاقي؛ تم استكشاف هذا الموقف بشكل كامل في نقد العقل العملي.
يشكل نقد الحكم مناقشة لمكان الحكم نفسه، والذي يجب أن يتداخل مع كل من التفاهم (الذي يعمل على الإطلاق من داخل إطار حتمي) والعقل (الذي يعمل على أساس الحرية).

## مقدمة في نقد الحكم
يقدم الجزء الأول من نقد كانط للحكم الجمالي ما يسميه كانط اللحظات الأربع لـ «حكم التذوق». يعطي كانط تسلسلًا باسم اللحظة الأولى من الحكم وهي:
1. لحظة الجودة.
2. لحظة الكمية.
3. لحظة علاقة الغايات التي خضعت للمراجعة في هذه الأحكام.
4. لحظة الشعور بالبهجة من الشيء.

بعد عرض اللحظات الأربع لحكم التذوق، يبدأ كانط مناقشته للكتاب الثاني من النقد الثالث بعنوان «تحليل السامية».

## التأثير
مع أن كانط يؤكد باستمرار أن العقل البشري ليس «فهمًا بديهيًا»، شيء يخلق الظواهر التي يتعرف عليها، يعتقد العديد من قرائه -بدءًا من فيشته ووصولاً إلى شيلن- أنه يجب أن يكون كذلك، وغالبًا ما ينسب لكانط ذلك الفضل.
تطرح مناقشات كانط للمخطط والرمز في أواخر النصف الأول من نقد الحكم أيضًا أسئلة حول الطريقة التي يجسد بها العقل أهدافه لنفسه، وكذلك هي الأساس لفهم تطور الفلسفة القارية أواخر القرن العشرين: مثل جاك دريدا الذي من المعروف أنه درس الكتاب دراسةً مكثفة.
في الحقيقة والطريق (1960)، يرفض هانز جورج جادامير الجماليات الكانتية بوصفها غير تاريخية في تطويره للتأويل التاريخي.

## الحكم الجمالي
يناقش الجزء الأول من الكتاب الأحكام العاكسة الجمالية الأربعة الممكنة: المحبوب، والجميل، والسامي، والجيد. يوضح كانط أن هذه هي الأحكام الأربعة العاكسة الوحيدة الممكنة، لأنه يربطها بجدول الأحكام من نقد العقل الخالص.
تختلف «الأحكام العاكسة» عن الأحكام الحتمية، أحكام النقدين الأولين. في الحكم التأملي نسعى إلى إيجاد عوالم غير معروفة لخصائص معينة، في حين أننا في الحكم الحاسم نستوعب فقط تفاصيل معينة تحت العوالم المعروفة بالفعل.
ما هو مقبول هو حسي بحت، أحكام مثل «هذه شريحة لحم جيدة» أو «هذا الكرسي ناعم». هذه هي أحكام ذاتية بحتة، تستند إلى الميل وحده.
الخير هو في الأساس حكم على الشيء بأنه أخلاقي، الحكم على  شيء ما بأنه يتوافق مع القانون الأخلاقي، الذي -بالمعنى الكانتي- هو في الأساس التماسك مع فكرة ثابتة ومطلقة للعقل. إنه من نواح كثيرة هو العكس المطلق لما هو مقبول، إذ إنه حكم موضوعي بحت، فالأشياء هي إما أخلاقية وإما ليست كذلك، وفقًا لكانط.
الحكمان المتبقيان -الجميل والسامي- يختلفان عن كل من المقبول والصالح. وهي ما يشير إليه كانط على أنها أحكام «عالمية ذاتية». يبدو أن هذا المصطلح يتناقض مع الممارسة العملية، فالأحكام غير الموضوعية لا ترتبط بأي مفهوم مطلق ومحدد. ومع ذلك، فإن الحكم على شيء بأنه جميل يحدث مع الاعتقاد بأن الآخرين يجب أن يتفقوا مع هذا الحكم، مع أنه من المعروف أن الكثيرين لن يفعلوا ذلك. وتأتي قوة هذا الوجوب من الإشارة إلى الحسية المشتركة، مجتمع الذوق. تقترح هانا أرندت، في محاضراتها عن فلسفة كانط السياسية، إمكانية أن تكون هذه الحسية المشتركة أساسًا لنظرية سياسية مختلفة اختلافًا ملحوظًا عما وضعه كانط في ميتافيزيقا الاخلاق.
إن المفهوم الأساسي لتحليل كانط لحكم الجمال هو ما أسماه «اللعب الحر» بين القوى المعرفية للخيال والفهم. نسمي شيئًا جميلًا، لأن شكله يناسب قدراتنا المعرفية ويتيح «اللعب الحر» الذي يكون تجربة تبعث الشعور باللذة.  
الحكم بأن شيئًا جميلًا هو الادعاء بأنه يمتلك «شكلًا نهائيًا»، أي أنه يبدو أنه مصمم لغرض ما، مع أنه ليس لديه أي وظيفة عملية واضحة. ولسنا بحاجة إلى أن يكون لدينا مفهوم محدد لكائن ما لنجده جميلًا.
في هذا الصدد، يميز كانط أيضًا بين الجمال الحر والثابت. ففي حين تصدر أحكام الجمال الحر دون مفهوم محدد للشيء الذي يتم الحكم عليه، مثل زخرفة أو خط جيد التشكيل، يختلف حكم الجمال الثابت إذا كان لدينا مثال، مثل حصان منحوت جيدًا يتم التعرف عليه استنادًا إلى هذه السمة. 
إن الحكم على سمو شيء ما هو حكم يتجاوز حدود الفهم، إنه متعلق بالخوف، ومع ذلك يوضح كانط أن الشيء لا يجب أن يكون في الواقع مهددًا، بل يجب الاعتراف بأنه يستحق الخوف.
غالبًا ما تُقرأ وجهة نظر كانط للجميل والسامي أنها محاولة لحل إحدى المشكلات المتبقية بعد تصويره للقانون الأخلاقي في نقد العقل العملي، أي أنه من المستحيل إثبات أن لدينا إرادة حرة، ومن ثم يستحيل اثبات أننا ملزمون بموجب القانون الأخلاقي. يبدو أن كل من الجميل والرائع يشير إلى نظام حدس خارجي، ومن ثم إلى إمكانية وجود النفس التي تمتلك إرادة حرة.
في هذا القسم من النقد، يؤسس كانط أيضًا كلية العقل التي هي عكس العديد من الجوانب، هيئة العبقرية. في حين أن الحكم يسمح للمرء بتحديد هل الشيء جميل أو سامي؟ تسمح العبقرية للمرء بإنتاج ما هو جميل أو سامي.

## الغائية
النصف الثاني من النقد يناقش الحكم الغائي. هذه الطريقة في الحكم على الأشياء وفقًا لغاياتها مرتبطة منطقيًا بالمناقشة الأولى على الأقل فيما يتعلق بالجمال ولكنها تقترح نوعًا من الهدف (الذاتي) (أي، المعنى الذي تعرفه الذات).
يكتب كانت عن البيولوجي باعتباره غائيًا، مدعيًا أن هناك أشياء، مثل الكائنات الحية، التي توجد أجزائها من أجل مجملها وكاملها من أجل أجزائها. هذا يسمح له بفتح فجوة في العالم المادي: بما أن هذه الأشياء العضوية لا يمكن إخضاعها للقواعد التي تنطبق على جميع المظاهر الأخرى، فماذا سنفعل بها؟
يقول كانت صراحةً أنه في حين أن التفسيرات السببية الفعالة دائمًا هي الأفضل (x تسبب y ، y هي تأثير x)، «من السخف أن نأمل أن يظهر نيوتن آخر في المستقبل والذي سيجعل إنتاج شفرة العشب وفقًا للقوانين الطبيعية»، ولذا يجب شرح المادة العضوية«كما لو» تم تشكيلها على أنها غائية. هذا الجزء من النقد، من بعض النظريات الحديثة، حيث كانت هو الأكثر راديكالية؛ إنه يفترض أن الإنسان هو الغاية النهائية، أي أن جميع أشكال الطبيعة الأخرى موجودة لغرض علاقتها بالإنسان، بشكل مباشر أم لا، وأن الإنسان يُترك خارج هذا بسبب ملكة العقل. يدعي كانت أن الثقافة تصبح تعبيرًا عن هذا، وأنها أعلى نهاية غائية، لأنها التعبير الوحيد عن حرية الإنسان خارج قوانين الطبيعة. يكتسب الإنسان أيضًا المكانة باعتباره أعلى نهاية غائية نظرًا لقدرته على الأخلاق، أو العقل العملي، والذي يتماشى مع النظام الأخلاقي الذي يقترحه كانت في نقد العقل العملي والمبادئ الأساسية لميتافيزيقا الأخلاق.
حاول كانت إضفاء الشرعية على الفئات الهادفة في علوم الحياة، دون التزام لاهوتي. لقد أدرك أن مفهوم الهدف له قيمة معرفية للنهاية، بينما ينكر آثاره على النوايا الإبداعية في الحياة ومصدر الكون. وصف كانت الأغراض الطبيعية بأنها كائنات منظمة، مما يعني أن مبدأ المعرفة يفترض مسبقًا أن الكائنات الحية كيانات هادفة. وقد أطلق على هذا الافتراض مفهوم النهاية باعتباره استخدامًا منظمًا يرضي خصوصية المعرفة للكائنات الحية. يدعي هذا الإطار الإرشادي أن هناك مبدأ غائي في مصدر الغرض وهو الأجهزة الميكانيكية للكائن الحي الأصلي الفردي، بما في ذلك الوراثة. يبدو أن هذه الكيانات ذاتية التنظيم في الأنماط. سمحت أفكار كانت ليوهان فريدريش بلومنباخ وأتباعه بصياغة علم الأنواع (مورفولوجيا) وتبرير استقلاليته.
رأى كانت أنه لا يوجد غرض يتمثل في الحكم الجمالي لجمال الشيء. الحكم الجمالي البحت يستبعد الغرض من الغرض.

## تعليقات شوبنهاور
لاحظ شوبنهاور أن كانط كان مهتمًا بتحليل المفاهيم المجردة، بدلًا من الأشياء المدركة. «كانت لا يبدأ من الجميل نفسه، من الكائن الجميل المدرك بصورة مباشرة، ولكن من حكم الإنسان بشأن الجميل».
كان كانط مهتمًا بشدة في كل نقده بالعلاقة بين العمليات العقلية والأشياء الخارجية. «يُثار انتباهه خصوصًا بكون حكم ما بخصوص موضوع ما هو بوضوح تعبير عن شيء يحدث في الموضوع، لكنه مع ذلك صالح عالميًا كما لو كان يتعلق بجودة الشيء. هذا هو ما أثار كانت، ليس الموضوع الجميل بذاته».
شكل الكتاب هو نتيجة الاستنتاج بأن الجمال يمكن تفسيره من خلال دراسة مفهوم الملاءمة. وذكر شوبنهاور أنه «لدينا على هذا مزيج غريب من معرفة الجميل مع ملاءمة الأجسام الطبيعية في كلية معرفة واحدة تسمى قوة الحكم، ومعالجة الموضوعين غير المتجانسين في كتاب واحد».
كانط غير متناسق وفقًا لشوبنهاور، لأنه «بعد أن تكرر بلا انقطاع في نقد العقل الخالص أن الفهم هو القدرة على الحكم، وبعد أن اعتبرت أشكال الأحكام حجر الأساس لكل الفلسفة، تظهر الآن قوة غريبة للغاية للحكم، وهي مختلفة تمامًا عن تلك القدرة».
فيما يتعلق بالحكم الغائي، ذكر شوبنهاور أن كانط حاول أن يقول هذا فقط: «مع أن الهيئات المنظمة للمواد تبدو أنها نشأت وفقًا لمفهوم يعود للغرض الذي يسبقها، فإن هذا لا يبرر افتراضنا ذلك بموضوعية». وهذا يتفق مع اهتمام كانط المعتاد بالتوافق بين الذاتية (الطريقة التي نفكر بها) والموضوعية (العالم الخارجي). تريد عقولنا أن نعتقد أن الأجسام الطبيعية صنعها ذكاء هادف، مثل أذهاننا.